# Castillo de Tokushima
El castillo de Tokushima (徳島城 Tokushima-jō?) es una fortificación japonesa del siglo XVII en la ciudad de Tokushima, capital de la prefectura de homónima. Sus restos han sido protegidos como Lugar Histórico Nacional desde 1954, en tanto que sus jardines fueron designados como Entornos de Belleza Escénica.

## Historia
El castillo se encuentra sobre la colina Shiroyama, de 60 m de altura en el centro de la ciudad, en la desembocadura del río Yoshino. Esta ubicación lo convierte en la puerta de entrada a Shikoku desde Kinai. Durante el periodo Muromachi, el área fue dominada por el local clan Miyoshi, quienes también controlaban la provincia de Kawachi cruzando el canal de Kii. In 1582, el señor feudal Chōsokabe Motochika, de la provincia de Tosa, intentó unificar la isla bajo su mandato y consiguió derrotar a los Miyoshi. Sin embargo, perdió ante las fuerzas de Toyotomi Hideyoshi durante su campaña para invadir Shikoku. Dado que la provincia de Awa se encontraba directamente enfrente de la base de Hideyoshi en Osaka, decidió que la gobernara Hachisuka Iemasa, hijo de uno de sus generales más fieles, Hachisuka Masakatsu.
Hachisuka Iemasa acabó de construir la fortaleza de Tokushima tras un año de obras. El terreno consistía en una cresta larga y estrecha, en dirección este-oeste, con el área central que medía 150 m de largo. Como era típico en el período Sengoku, el castillo consistía originalmente una serie de recintos  resguardados por muros de piedra o la propia orografía de la zona, y protegidos por puertas masugata —una distribución que forzaba girar en un ángulo recto, lo que exponía a los posibles atacantes—. Más tarde se añadió un tenshu (torreón) de tres pisos en el borde de la colina. A los pies de la colina y junto a la fortificación se encontraba la ciudadela. Hachisuka Iemasa intentó mantener las distancias con el gobierno del clan Toyotomi, ya que no tenía buenas relaciones con Ishida Mitsunari. Incluso llegó a casar a su hijo, Hachisuka Yoshishige, con una hija adoptiva del rival de los Toyotomi, Tokugawa Ieyasu. Por estos motivos, durante la batalla de Sekigahara, Ishida Mitsunari forzó a Iemasa a exiliarse al monte Koya, en tanto que las tropas del clan Mōri ocupaban el castillo. Con la llegada del shogunato Tokugawa, Ieyasu restauró los terrenos de los Hachisuka y entonces Hachisuka Yoshishige se convirtió en el primer daimyō del dominio de Tokushima.

## Estado de conservación

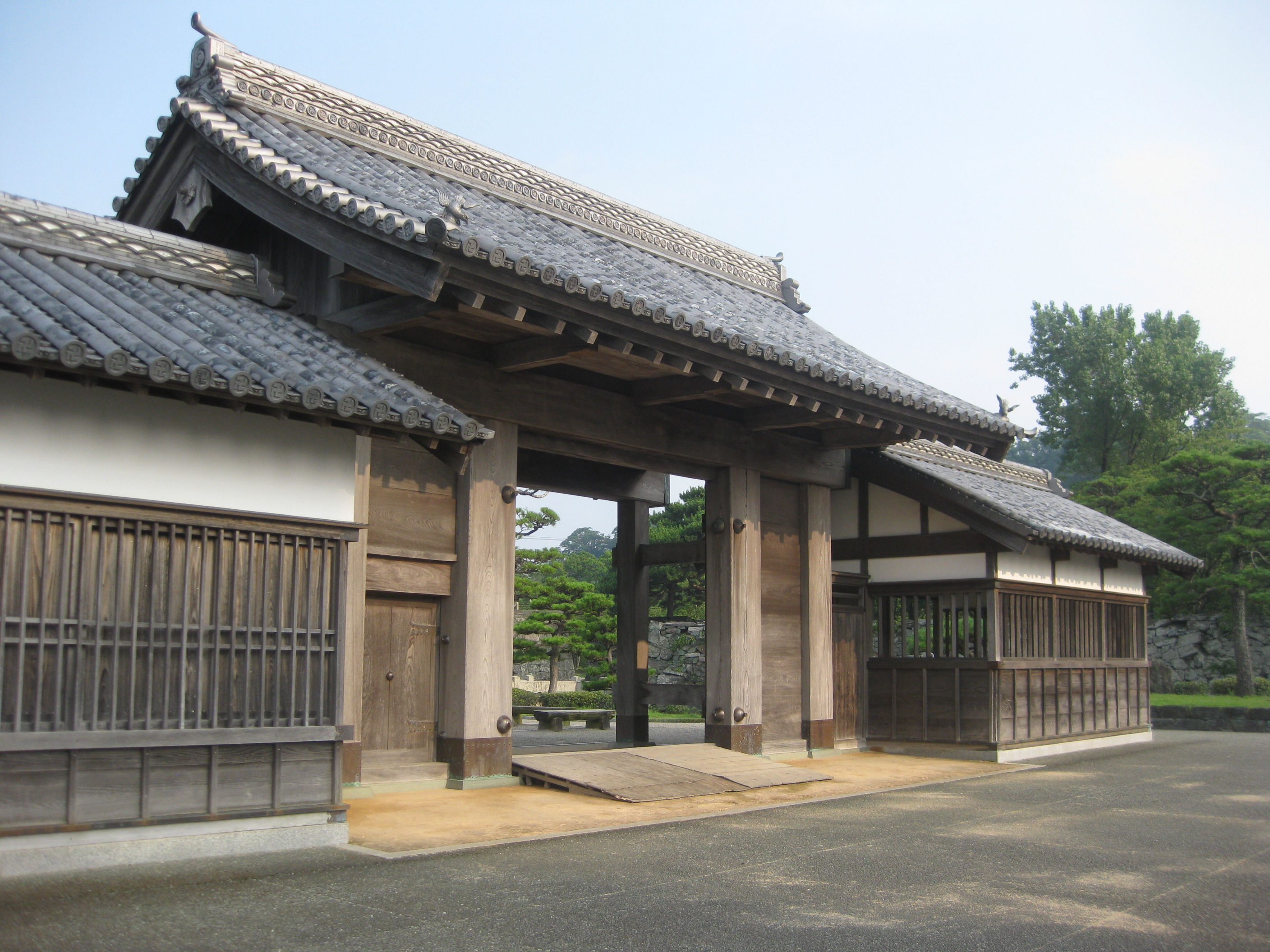
La puerta del castillo restaurada.

El castillo continuó siendo la base de operaciones del clan hasta la restauración Meiji. El gobierno Meiji ordenó la destrucción de la mayoría de las fortalezas en 1873, y para 1875 solo sobrevivió una puerta de entrada en Tokushima. Algunas porciones de las secciones exteriores se vendieron al público, o bien fueron empleadas para obras locales como escuelas y una prisión. Para conmemorar la victoria del país durante la guerra ruso-japonesa en 1905 los restos del castillo se abrieron a los ciudadanos en forma de parque público. La puerta original fue destruida durante la Segunda Guerra Mundial el 4 de julio de 1945, y fue restaurada en 1989. En la actualidad, los terrenos albergan el museo del castillo de Tokushima, donde se exhiben artículos relacionados con el dominio y la familia Hachisuka.